# Amphinectidae
Amphinectidae é uma família de aranhas araneomorfas, pertencente à superfamília Agelenoidea. A distribuição natural das espécies integradas nesta família está restrita ao hemisfério sul. A família Neolanidae, com o seu único género Neolana, foi integrada nesta família em 2005.

## Distribuição
A distribuição natural das espécies desta família concentra-se principalmente na Nova Zelândia e Austrália. Apenas dois géneros ocorrem na América do Sul: Metaltella, desde a Argentina ao Brasil; e Calacadia, endémica no Chile.
A espécie Metaltella simoni é invasora na Flórida (EUA), temendo-se que possa eliminar a espécie Titanoeca brunnea, um titanecídeo nativo.

## Sistemática
A familia Amphinectidae inclui cerca de 187 espécies descritas compreendidas en 36 géneros:
- Akatorea Forster & Wilton, 1973 (Nova Zelândia)
- Amphinecta Simon, 1898 (Nova Zelândia)
- Aorangia Forster & Wilton, 1973 (Nova Zelândia)
- Austmusia Gray, 1983 (Austrália)
- Buyina Davies, 1998 (Austrália)
- Calacadia Exline, 1960 (Chile)
- Carbinea Davies, 1999 (Austrália)
- Cunnawarra Davies, 1998 (Austrália)
- Dunstanoides Forster & Wilton, 1989 (Nova Zelândia)
- Holomamoea Forster & Wilton, 1973 (Nova Zelândia)
- Huara Forster, 1964 (Nova Zelândia)
- Jalkaraburra Davies, 1998 (Austrália)
- Kababina Davies, 1995 (Austrália)
- Keera Davies, 1998 (Austrália)
- Magua Davies, 1998 (Austrália)
- Makora Forster & Wilton, 1973 (Nova Zelândia)
- Malarina Davies & Lambkin, 2000 (Austrália)
- Mamoea Forster & Wilton, 1973 (Nova Zelândia)
- Maniho Marples, 1959 (Nova Zelândia)
- Marplesia Lehtinen, 1967 (Nova Zelândia)
- Metaltella Mello-Leitão, 1931 (América do Sul)
- Neolana Forster & Wilton, 1973
- Neororea Forster & Wilton, 1973 (Nova Zelândia)
- Oparara Forster & Wilton, 1973 (Nova Zelândia)
- Paramamoea Forster & Wilton, 1973 (Nova Zelândia)
- Penaoola Davies, 1998 (Austrália)
- Quemusia Davies, 1998 (Austrália)
- Rangitata Forster & Wilton, 1973 (Nova Zelândia)
- Reinga Forster & Wilton, 1973 (Nova Zelândia)
- Rorea Forster & Wilton, 1973 (Nova Zelândia)
- Tanganoides Davies, 2005 (Austrália)
- Tasmabrochus Davies, 2002 (Tasmânia)
- Tasmarubrius Davies, 1998 (Tasmânia)
- Teeatta Davies, 2005 (Tasmânia)
- Wabua Davies, 2000 (Austrália)
- Waterea Forster & Wilton, 1973 (Nova Zelândia)